# نادي حريما الرياضي
نادي حريما الرياضي هو نادي كرة قدم أردني مقره في خرجا، الأردن، ويمثل منطقة حريما. ويتنافس حالياً في دوري الدرجة الثانية الأردني، وهو المستوى الثالث لكرة القدم الأردنية.

## تاريخه
شارك نادي حريما في دوري الدرجة الثالثة الأردني 2023، حيث تم وضعه في المجموعة الثالثة، إلى جانب فرق من شمال إربد. وفي نهاية المطاف، تأهل فريق الحريمة من مجموعته وفاز على الطالبية 4-2 بركلات الترجيح، بعد التعادل 0-0 في ربع النهائي، ليصعد إلى دوري الدرجة الثانية الأردني.
سيشارك نادي حريما في دوري الدرجة الثانية الأردني 2024 ضمن المجموعة الثانية.

## روابط خارجية
- الأردن - نادي حريما Soccerway
- نادي حريما
- حريما - Harema
- نادي حريما الرياضي